# Tim Agaba
Pas d'image ? Cliquez ici

a Compétitions nationales et continentales officielles uniquement.

b Matchs officiels uniquement.
Dernière mise à jour le 23 juillet 2024.
Tim Agaba, né le 23 juillet 1989 à Kampala (Ouganda), est un joueur sud-africain de rugby à sept et de rugby à XV.
Il a remporté avec l'équipe d'Afrique du Sud la médaille de bronze du tournoi masculin des Jeux olympiques d'été de 2016 à Rio de Janeiro.

## Carrière
En avril 2021, il signe pour le club français de l'US Carcassonne, évoluant en Pro D2, à partir de la saison 2021-2022. Il s'impose rapidement comme un joueur important de l'effectif, disputant vingt-deux rencontres en tant que titulaire au poste de troisième ligne centre sur ses vingt-cinq matchs joués lors de sa première saison. Alors qu'il est soupçonné de dopage, début décembre 2022, à la suite d'un contrôle éventuellement positif, son contrat est finalement rompu, après la confirmation de la positivité du test, d'un commun accord avec le club en janvier 2023.
Alors qu'il est tout d'abord suspendu pour une durée de quatre ans par l'Agence française de lutte contre le dopage, il fait appel de cette sanction et celle-ci est réduite de deux ans, lui permettant un retour sur les terrains à partir d'octobre 2024. Finalement, début juillet 2024, le Conseil d'État indique qu'il est suspendu pour une durée de quatre ans, soit jusqu'en décembre 2026.

## Palmarès
- Médaillé de bronze aux jeux olympiques en 2016 avec l'équipe d'Afrique du Sud de rugby à sept.
- World Series en 2017 et 2018 avec l'équipe d'Afrique du Sud de rugby à sept.